# Zamșanî, Ratne
Zamșanî (în ucraineană Замшани) este localitatea de reședință a comunei Zamșanî din raionul Ratne, regiunea Volînia, Ucraina.

## Demografie
Componența lingvistică a localității Zamșanî
     Ucraineană (99,01%)
     Alte limbi (0,93%)
Conform recensământului din 2001, majoritatea populației localității Zamșanî era vorbitoare de ucraineană (99,01%), existând în minoritate și vorbitori de alte limbi.